# 查尔斯·桑德斯
查尔斯·桑德斯（英語：Charles Saunders，1902年9月13日—1994年9月1日），新西兰男子赛艇运动员。他曾代表新西兰参加1930年大英帝国运动会赛艇比赛，获得一枚银牌和一枚铜牌。他也曾参加1932年夏季奥运会。